# Amaxia perapyga
Amaxia perapyga är en fjärilsart som beskrevs av Rothschild 1922. Amaxia perapyga ingår i släktet Amaxia och familjen björnspinnare. Inga underarter finns listade i Catalogue of Life.